# Aleksandr Volkov (hockey sur glace)
Pour les articles homonymes, voir Aleksandr Volkov et Volkov.
Aleksandr Vladimirovitch Volkov - en russe : Александр Владимирович Волков - (né le 2 août 1997 à Moscou en Russie) est un joueur professionnel russe de hockey sur glace. Il évolue au poste d'ailier.

## Biographie
En 2013-2014, il commence sa carrière junior avec le SKA-1946 dans la MHL. Il représente la Russie en sélection jeune lors du Coupe Hlinka-Gretzky 2015 et de la Série Canada/Russie CIBC 2017. Il débute en senior en 2016 dans la VHL avec le SKA-Neva. Lors du repêchage d'entrée dans la LNH 2017, le Lightning de Tampa Bay le choisit au deuxième tour en quarante-huitième position. Le 29 juin 2017, il signe un contrat de trois ans avec le Lightning. Il part en Amérique du Nord et est assigné au Crunch de Syracuse dans la Ligue américaine de hockey. Le 30 octobre 2019, il joue son premier match dans la Ligue nationale de hockey avec le Lightning face aux Devils du New Jersey. Il inscrit son premier point dans la LNH lors de son septième match, une assistance sur un but d'Alex Killorn, le 14 janvier 2020 face aux Kings de Los Angeles. 
Il remporte la Coupe Stanley 2020 avec Tampa Bay en étant aligné par l'entraîneur Jon Cooper lors du sixième match décisif de la finale contre les Stars de Dallas.
Il marque son premier but dans la LNH le 13 février 2021 face aux Panthers de la Floride.
Le 25 mars 2021, il est échangé aux Ducks d'Anaheim en retour d'Antoine Morand et d'un choix conditionnel au septième tour du repêchage 2023.

## Statistiques
| Saison    | Équipe                 | Ligue |    | Saison régulière | Saison régulière | Saison régulière | Saison régulière | Saison régulière |   | Séries éliminatoires | Séries éliminatoires | Séries éliminatoires | Séries éliminatoires | Séries éliminatoires |
| Saison    | Équipe                 | Ligue | PJ | B                | A                | Pts              | Pun              | PJ               | B | A                    | Pts                  | Pun                  |                      |                      |
| 2013-2014 | SKA-1946               | MHL   | 16 | 2                | 2                | 4                | 6                | 5                | 0 | 0                    | 0                    | 0                    |                      |                      |
| 2014-2015 | SKA-1946               | MHL   | 54 | 11               | 8                | 19               | 36               | 17               | 1 | 1                    | 2                    | 4                    |                      |                      |
| 2014-2015 | SKA Variagui           | MHL B | 2  | 2                | 2                | 4                | 2                | -                | - | -                    | -                    | -                    |                      |                      |
| 2015-2016 | SKA-1946               | MHL   | 42 | 16               | 11               | 27               | 34               | 3                | 0 | 0                    | 0                    | 0                    |                      |                      |
| 2016-2017 | SKA-1946               | MHL   | 16 | 6                | 5                | 11               | 12               | 4                | 2 | 2                    | 4                    | 2                    |                      |                      |
| 2016-2017 | SKA-Neva               | VHL   | 15 | 3                | 0                | 3                | 4                | 8                | 1 | 2                    | 3                    | 6                    |                      |                      |
| 2017-2018 | Crunch de Syracuse     | LAH   | 75 | 23               | 22               | 45               | 63               | 7                | 3 | 3                    | 6                    | 8                    |                      |                      |
| 2018-2019 | Crunch de Syracuse     | LAH   | 74 | 23               | 25               | 48               | 61               | 4                | 1 | 0                    | 1                    | 2                    |                      |                      |
| 2019-2020 | Crunch de Syracuse     | LAH   | 46 | 9                | 21               | 30               | 26               | -                | - | -                    | -                    | -                    |                      |                      |
| 2019-2020 | Lightning de Tampa Bay | LNH   | 9  | 0                | 1                | 1                | 6                | 1                | 0 | 0                    | 0                    | 0                    |                      |                      |
| 2020-2021 | Lightning de Tampa Bay | LNH   | 19 | 3                | 2                | 5                | 4                | -                | - | -                    | -                    | -                    |                      |                      |
| 2020-2021 | Ducks d'Anaheim        | LNH   | 18 | 4                | 4                | 8                | 2                | -                | - | -                    | -                    | -                    |                      |                      |
| 2021-2022 | Gulls de San Diego     | LAH   | 2  | 0                | 1                | 1                | 2                | -                | - | -                    | -                    | -                    |                      |                      |
| 2021-2022 | SKA Saint-Pétersbourg  | KHL   | 19 | 1                | 3                | 4                | 2                | 16               | 3 | 2                    | 5                    | 6                    |                      |                      |
| 2022-2023 | SKA Saint-Pétersbourg  | KHL   | 58 | 14               | 11               | 25               | 16               | 11               | 3 | 2                    | 5                    | 8                    |                      |                      |
| 2023-2024 | HK Dinamo Minsk        | KHL   | 69 | 19               | 23               | 42               | 56               | 6                | 1 | 1                    | 2                    | 2                    |                      |                      |
| 2024-2025 | HK Dinamo Minsk        | KHL   | 67 | 18               | 30               | 48               | 44               | 7                | 3 | 2                    | 5                    | 2                    |                      |                      |